# Borriana
Borriana (oficialment Borriana/Burriana, en castellà: Burriana) és un municipi del País Valencià, capital de la comarca de la Plana Baixa.
Segons Joan Coromines i el professor Sanchis Guarner, el nom de Borriana prové del nom propi llatí Burrius, que rep el sufix llatí -anum, corresponent als noms de lloc.

## Geografia
Està situada enfront de la costa del mar Mediterrani, en la part més plana de la comarca, i envoltada de camps de tarongers. Pel seu terme municipal transcorren dos rius: el riu Anna i el riu Millars.
El riu Anna passa per la ciutat abans d'arribar a desembocar a la Mediterrània, i forma en la desembocadura, a la zona costanera del Grau, el paratge del Clot de la Mare de Déu, també conegut com l'Estany de la Vila.
El riu Millars transcorre pel nord del terme municipal, el separa del d'Almassora, i desemboca a la Mediterrània al paratge conegut com les Goles.
Borriana té 15 km de costa plana, lineal i contínua. La platja principal de Borriana, l'Arenal, és molt ampla, de sorra fina i amb un pendent mínim. En la zona marítima, la població aglutinada i disseminada és important, sobretot durant l'època estival, que arriba a triplicar-se. És un referent turístic per a les poblacions limítrofes, com ara Vila-real, que aporta una important població desplaçada durant l'estiu. La platja dista 1,5 km del centre de la ciutat.
Es pot accedir a la ciutat per la CV-18, N-340 o bé per l'AP-7.

### Municipis limítrofs

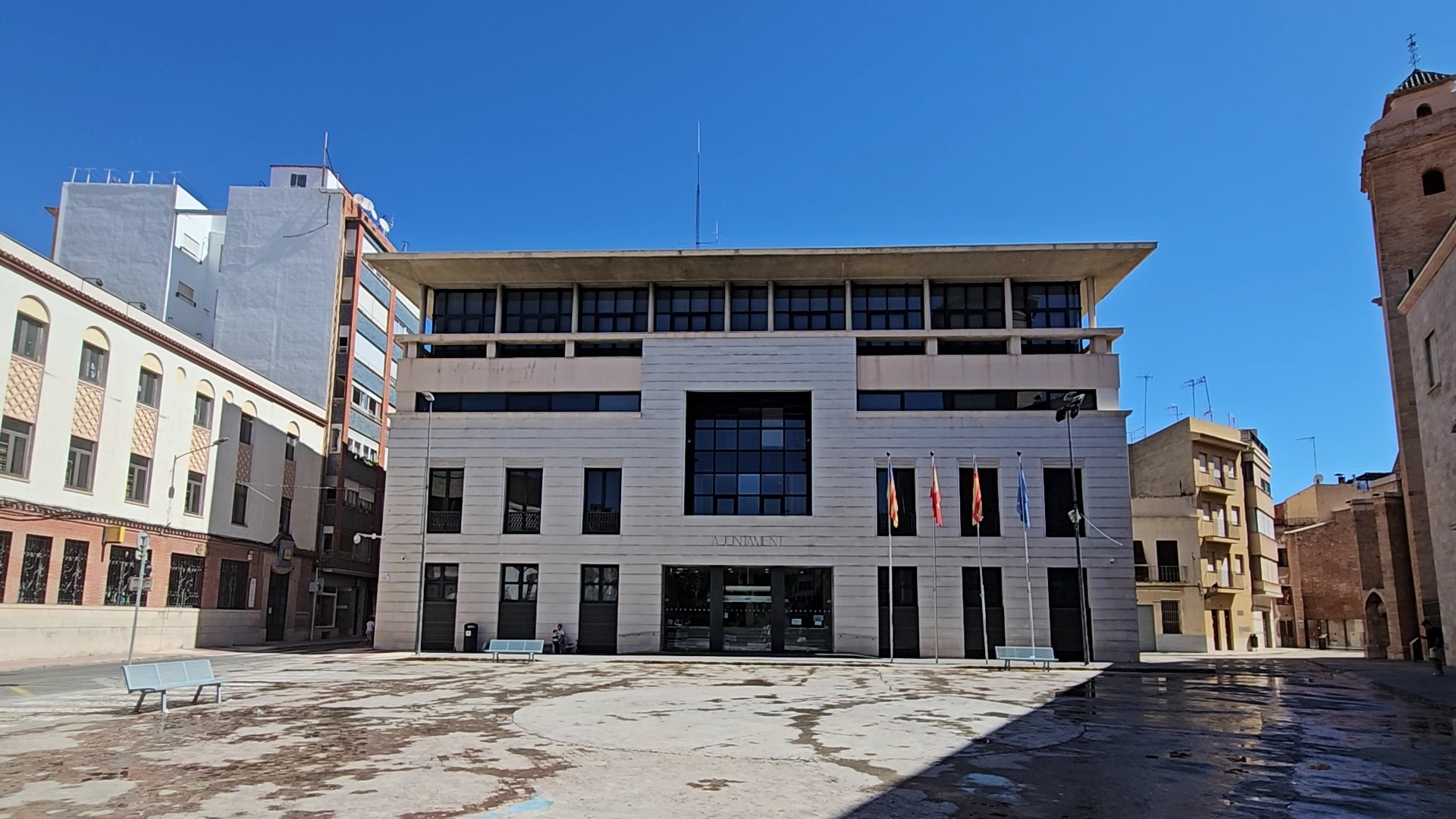
Ajuntament de Borriana

El terme municipal de Borriana se situa al nord de la comarca, i té com a límits per l'oest les localitats de les Alqueries i Vila-real, pel sud la localitat de Nules i pel nord la localitat d'Almassora. Pel nord, fa de límit el riu Millars, que separa no només els termes municipals, sinó també les comarques de la Plana Alta i la Plana Baixa.
| Vila-real     | Almassora |                  |
| Les Alqueries |           | Mar Mediterrània |
|               | Nules     |                  |

### Nuclis de població
Al terme municipal de Borriana s'hi troben també els següents nuclis de població, a més del nucli urbà de Borriana:
- Les Alqueries de Santa Bàrbera.
- El Port de Borriana.
- El Grau de Borriana.
- La Serratella.
- Les Alqueries de Ferrer.
- Poblats marítims.
- Virrangues (despoblat, al sud-oest del terme)

## Història

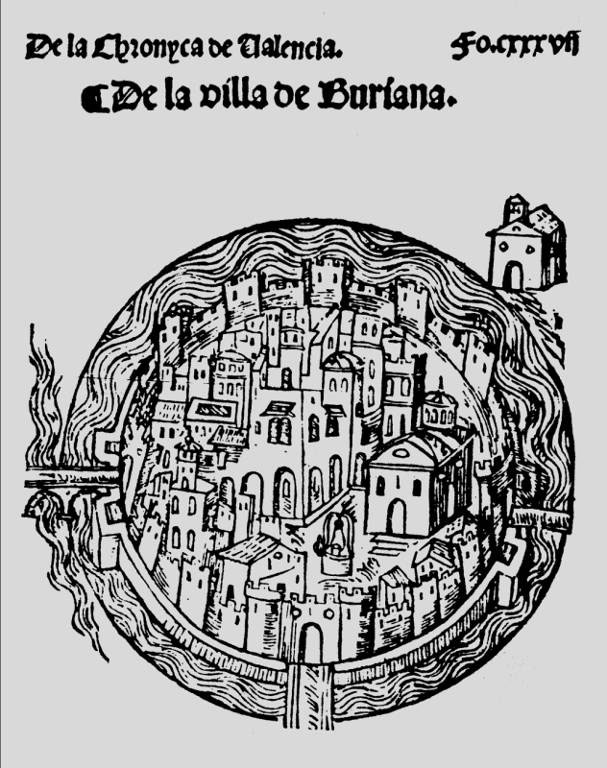
Dibuix - plànol de Borriana en forma de gravat realitzat per Rafael Martí de Viciana dins el seu Crónica de la ínclita y coronada ciudad de Valencia y de su reyno (obra traduïda del valencià original), 1564

Encara que a Borriana s'han trobat vestigis de diverses civilitzacions antigues -els quals, entre d'altres, nodrixen els fons del museu Arqueològic Municipal- la plenitud de la vila se situa entorn del segle ix com una important plaça àrab que va rebre el nom de Medina Alhandra (Ciutat Verda), per la seua situació enmig de la Plana. Aquella plaça forta, de muralla circular, es va incorporar a la civilització occidental cristiana després de la seua conquesta pel rei Jaume I d'Aragó el 1233. El 1348 el rei Pere IV d'Aragó concedix el privilegi que la senyera de Borriana siga crescuda amb una franja blava i tres corones. El 1403 Martí l'Humà atorga el dret de primícia a la ciutat. El 1542, a conseqüència de la posició antiagermanada del càrrecs públics de Borriana, Carles I concedí un Privilegi on ampliava la concessió de Pere II als segells i escuts de la vila.
L'expansió demogràfica de la població va obligar a derruir les muralles, que es van conservar completes fins al segle xvii. El 1901 la reina regent, en nom del rei N'Alfons XIII, li concedix el títol de ciutat.

## Demografia
Amb 35.052 habitants, Borriana és la tercera localitat de la província de Castelló amb més població.
En els últims anys ha experimentat un fort creixement demogràfic en gran part a causa de la immigració. Tot seguit, s'hi mostra l'esdevenir demogràfic de la població borrianenca al llarg de l'època estadística:
| Evolució demogràfica (des de 1857) Censos de població | Evolució demogràfica (des de 1857) Censos de població | Evolució demogràfica (des de 1857) Censos de població |
| ----------------------------------------------------- | ----------------------------------------------------- | ----------------------------------------------------- |
|                                                       |                                                       |                                                       |
|                                                       |                                                       |                                                       |
|                                                       | Font: Institut Nacional d'Estadística                 |                                                       |

| Evolució demogràfica | Evolució demogràfica | Evolució demogràfica | Evolució demogràfica | Evolució demogràfica | Evolució demogràfica | Evolució demogràfica | Evolució demogràfica | Evolució demogràfica | Evolució demogràfica | Evolució demogràfica | Evolució demogràfica | Evolució demogràfica | Evolució demogràfica | Evolució demogràfica | Evolució demogràfica | Evolució demogràfica | Evolució demogràfica | Evolució demogràfica | Evolució demogràfica |  |
| 1857                 | 1887                 | 1900                 | 1910                 | 1920                 | 1930                 | 1940                 | 1950                 | 1960                 | 1970                 | 1981                 | 1991                 | 2001                 | 2006                 | 2007                 | 2008                 | 2011                 | 2020                 | 2023                 |                      |  |
| -------------------- | -------------------- | -------------------- | -------------------- | -------------------- | -------------------- | -------------------- | -------------------- | -------------------- | -------------------- | -------------------- | -------------------- | -------------------- | -------------------- | -------------------- | -------------------- | -------------------- | -------------------- | -------------------- | -------------------- |  |
| 7.813                | 10.237               | 12.962               | 14.243               | 13.895               | 14.675               | 18.473               | 17.697               | 18.616               | 22.651               | 25.003               | 25.438               | 26.757               | 32.349               | 33.255               | 34.235               | 35.433               | 35.052               | 35.750               |                      |  |

## Economia
La seua economia està basada en l'agricultura, predominant el cultiu del taronger. La indústria principal és la dedicada a la manipulació i transformació de cítrics.

## Política i govern

### Composició de la Corporació Municipal
El Ple de l'Ajuntament està format per 21 regidors. A les eleccions municipals de 28 de maig del 2023 foren elegits 8 regidors del Partit Popular (PP), 7 del Partit Socialista del País Valencià (PSPV - PSOE), 4 de Vox i 2 de Compromís.
| Eleccions municipals de 28 de maig de 2023 - Borriana |                                          |                                     |                                     |         |          |          |
| Candidatura | Candidatura                              | Candidatura                         | Cap de llista                       | Vots    | Vots     | Regidors |
| | Partit Popular                           |                                     | Jorge Monferrer Daudí               | 5.620   | 35,31%   | 8 (+2)   |
| | Partit Socialista del País Valencià-PSOE |                                     | Maria Josep Safont Melchor          | 4.868   | 30,59%   | 7 (-3)   |
| | Vox                                      |                                     | Juan Canós Broch                    | 2.883   | 18,11%   | 4 (+2)   |
| | Compromís per Borriana                   |                                     | Vicent Granel Cabedo                | 1.731   | 10,87%   | 2 ()     |
| | Podem-EUPV                               |                                     | Maria Martínez Tortosa              | 360     | 2,26%    | 0 ()     |
| | Burriana Decidix                         |                                     | Juan Luís Musoles Palau             | 247     | 1,55%    | 0 ()     |
| | Vots en blanc                            |                                     |                                     | 204     | 1,28%    |          |
| Total vots vàlids i regidors | Total vots vàlids i regidors             | Total vots vàlids i regidors        | Total vots vàlids i regidors        | 16.135  | 100 %    | 21       |
| | Vots nuls                                | Vots nuls                           | Vots nuls                           | 222     | 1,37%    |          |
| Participació (vots vàlids més nuls) | Participació (vots vàlids més nuls)      | Participació (vots vàlids més nuls) | Participació (vots vàlids més nuls) | 16.135  | 65,93%** |          |
| Abstenció | Abstenció                                | Abstenció                           | Abstenció                           | 8.335*  | 34,06%** |          |
| Total cens electoral | Total cens electoral                     | Total cens electoral                | Total cens electoral                | 24.470* | 100 %**  |          |
| Alcalde: Jorge Monferrer Daudí (PP) (17/06/2023) Per ser la llista més votada, després de no haver obtingut majoria absoluta dels regidors (8 vots: 8 de PP)  |                                          |                                     |                                     |         |          |          |
| Fonts: Ministeri de l'Interior. Junta Electoral de Zona de Castelló. Periòdic Ara. (* No són vots sinó electors. ** Percentatge respecte del cens electoral.) |                                          |                                     |                                     |         |          |          |

### Alcaldes o alcaldesses
Des del 2023 l'alcalde de Borriana és Jorge Monferrer Daudí del PP.
| Període                       | Alcalde o alcaldessa       | Partit polític | Data de possessió | Observacions                                                         |
| ----------------------------- | -------------------------- | -------------- | ----------------- | -------------------------------------------------------------------- |
| 1979–1983                     | Juan Canós Safont          | UCD            | 19/04/1979        | Govern amb majoria simple l'UCD (10 regidors).                       |
| 1983–1987                     | Juan Sanchordi Pitarch     | PSPV-PSOE      | 28/05/1983        | Govern amb majoria simple el PSPV (10 regidors).                     |
| 1987–1991                     | Juan Sanchordi Pitarch     | PSPV-PSOE      | 30/06/1987        | Govern amb majoria absoluta el PSPV (11 regidors).                   |
| 1991–1995                     | Juan Sanchordi Pitarch     | PSPV-PSOE      | 15/06/1991        | Govern amb majoria simple el PSPV (10).                              |
| 1995–1999                     | Alfonso G. Ferrada Gómez   | PP             | 17/06/1995        | Govern amb majoria absoluta entre PP (10) i UPV (4).                 |
| 1999–2003                     | Alfonso G. Ferrada Gómez   | PP             | 03/07/1999        | Govern amb majoria absoluta entre el PP (10) i UV (1).               |
| 2003–2007                     | Alfonso G. Ferrada Gómez   | PP             | 14/06/2003        | Govern amb majoria absoluta del PP amb 11 regidors.                  |
| 2007–2011                     | José Ramón Calpe Saera     | PP             | 16/06/2007        | Govern amb majoria absoluta del PP amb 11 regidors.                  |
| 2011–2015                     | José Ramón Calpe Saera     | PP             | 11/06/2011        | Govern amb majoria absoluta del PP amb 11 regidors.                  |
| 2015–2019                     | Maria Josep Safont Melchor | PSPV-PSOE      | 13/06/2015        | "Acord per Borriana" format per PSPV (6), Compromís (3) i Podem (2). |
| 2019-2023                     | Maria Josep Safont Melchor | PSPV-PSOE      | 15/06/2019        | Acord de govern format pel PSPV (10) i Compromís (2).                |
| Des de 2023                   | Jorge Monferrer Daudí      | PP             | 17/06/2023        | Acord de govern format pel PP (8) i VOX (4)                          |
| Fonts: Generalitat Valenciana |                            |                |                   |                                                                      |

### Alcaldes anteriors al règim constitucional del 1978
Els alcaldes de la ciutat entre el 1895 i el 1978 han sigut:
| - 1838 Francesc Mainer - 1839 Ramon Llopis - 1895-1895 Benjamín González Monsonís - 1895-1897 Manuel Peris Fuentes - 1897-1899 Benjamín González Monsonís - 1899-1899 Bautista Musoles Nácher - 1899-1901 Joaquín Peris Fuentes - 1901-1904 José Mª Sabater Cataluña - 1905-1905 José Calzada Rifá - 1906-1907 Benjamín González Monsonís - 1907-1909 Bautista Mingarro Sales - 1909-1909 Juan Peris Blasco - 1909-1910 Carlos González Echevarría - 1910-1912 José Mª Sabater Cataluña - 1912-1913 José Vte. Daudí Monfort - 1913-1915 Juan Peris Blasco - 1915-1915 Ramón Llopis Peris(accidental) - 1915-1915 Juan Peris Blasco - 1916-1917 José Daudí Agramunt - 1917-1917 Salvador Musoles Vernia - 1917-1917 Vicente Llansola Patuel - 1917-1917 Salvador Musoles Vernia - 1917-1917 José Daudí Agramunt - 1918-1920 José Vte. Daudí Monfort - 1920-1920 Manuel Granell Ferrer - 1920-1921 Vicente Ríos Monfort - 1921-1923 Juan Peris Peirats - 1923-1923 José Vte. Daudí Monfort - 1923-1924 Manuel Felis Ferrada - 1924-1927 Vicente Escobar López - 1927-1928 Román Almela Rochera (accidental) - 1928-1930 Vicente Enrique Mingarro - 1930-1930 Ramón Gil Monfort - 1930-1931 Bautista Soler Martí - 1931-1931 Rafael Arnau Catalá - 1931-1936 Víctor Marín Puig - 1936-1936 Miguel Alonso Viana - 1936-1936 Salvador Peris Vilar - 1936-1937 Bautista Comes Molina - 1937-1937 Pedro Aymerich Sanchis - 1937-1938 Vicent Moliner Nadal - 1938-1943 Juan Feliu Urios - 1943-1943 Bautista Vernia García - 1943-1944 José Sanz Torrent - 1944-1945 Miguel Gil Viñes - 1945-1954 José Nebot Aymerich - 1954-1959 Joaquín Urios Planelles - 1959-1963 José Esteve Patuel - 1963-1964 Manuel Gómez Chordá (interí) - 1964-1968 José Fco. Monsonís Alfonso - 1968-1968 José Igual Llorens (Interí) - 1968-1975 José Igual Llorens (Propietat) - 1975-1979 Vicente Vernia Montoya (Propietat) |

## Monuments

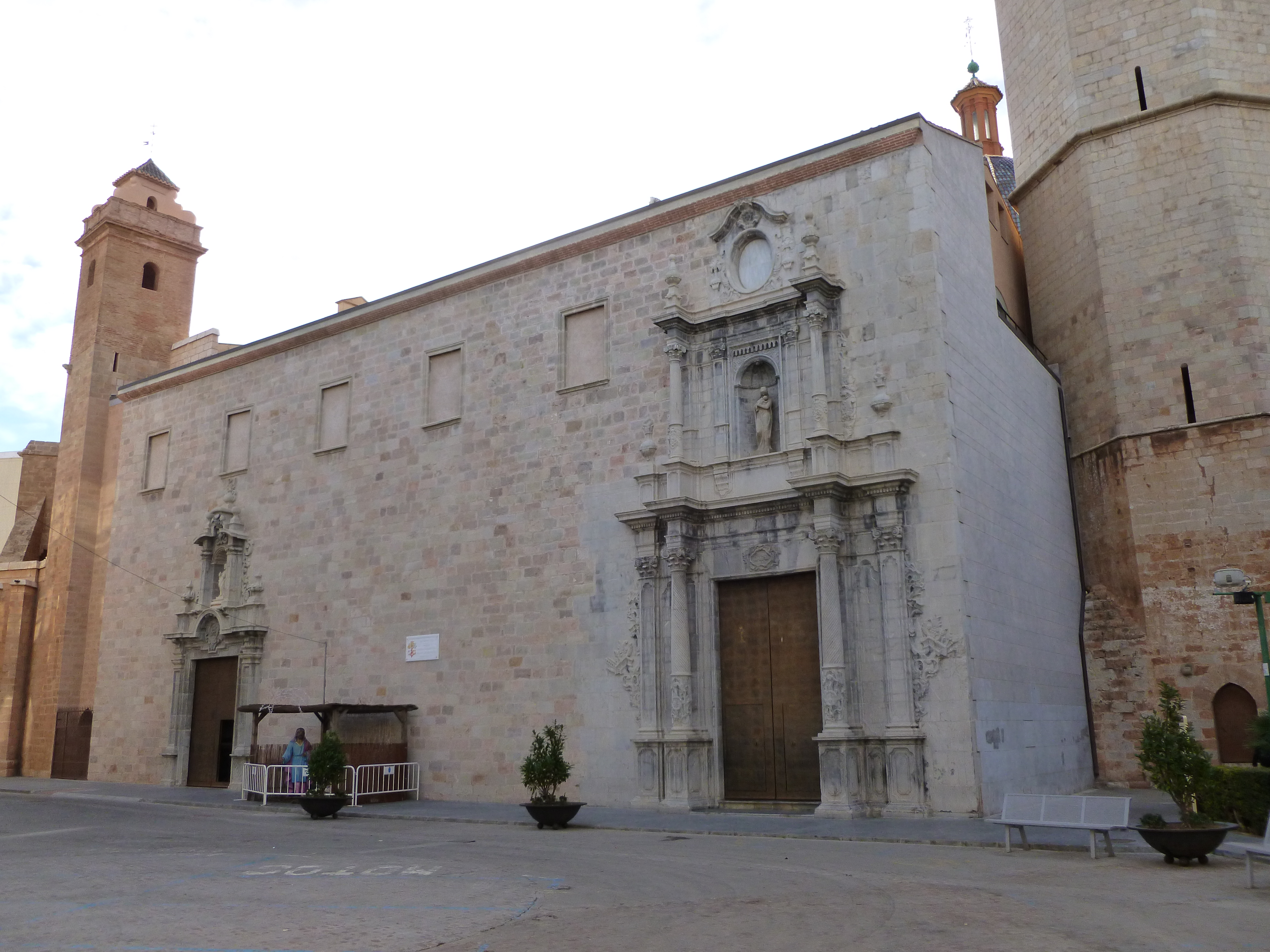
Façana de la Basílica

### Monuments religiosos
- Basílica del Salvador. Data del segle xiii. L'absis és d'estil gòtic primitiu, i també té elements romànics. Al segle xv es va alçar la torre campanar, que fa 51 metres d'alçada. En el segle xviii (concretament, el 1762) a la nau gòtica es va adossar la Capella de la Comunió, decorada amb frescs de Josep Vergara. El 1969 tot el conjunt va ser declarat Monument Històric Artístic Nacional.

- Temple de Sant Josep, del Convent dels religiosos Carmelites Descalços. Va començar a construir-se el 1898 i després de diversos períodes de treball es beneïx l'abril del 1929. El temple és obra de l'arquitecte Ros de Ursinos, sent el seu estil gòtic, molt sobri en ornamentació però elegant en les seues línies, té una única nau amb creuer central. Posseïx una sèrie de vidrieres interessants encara que són de gran sobrietat; així mateix posseïx talles i relleus d'Octavi Vicent i de Carmelo Vicent. Alberga al seu interior superbs altars de fusta policromada d'enorme valor artístic.
- Exconvent i Església de la Mercé. Destinat a Seminari de Missions al segle xviii, va ser reconstruït a principis del segle xix. És per això que l'aspecte actual és modern malgrat que ha mantingut l'estructura que presentava el convent. L'església, que continua mantenint el seu ús religiós, és de planta rectangular en la qual s'inscriu una creu llatina. Destaquen la nau central i el creuer per ésser de major amplària i altura que les laterals.
- Es conserven en l'actualitat dos peirons o creus de terme, tot i que degueren haver-ne més en el passat, del que hi ha a l'entrada del poble pel camí de Vila-real només es conserva d'època la peana, sent la resta part de la reconstrucció duta a terme durant la postguerra. L'altre peiró, el que es situa al començament del camí l'Eccehomo, es va fer el 1913 per commemorar el setzé centenari de l'Edicte de Milà.[14]
- Ermites:
  - Emita de l'Eccehomo. Del segle XVIII
  - Ermita de la Misericòrdia. Del segle XVIII
  - Ermita de la Sagrada Família. Del segle xix.
  - Ermita de Sant Blai. Del segle xviii. Possiblement una antiga mesquita.
  - Ermita de Sant Gregori. Del segle xix.
  - Ermita de Santa Bàrbera. Del segle xix.

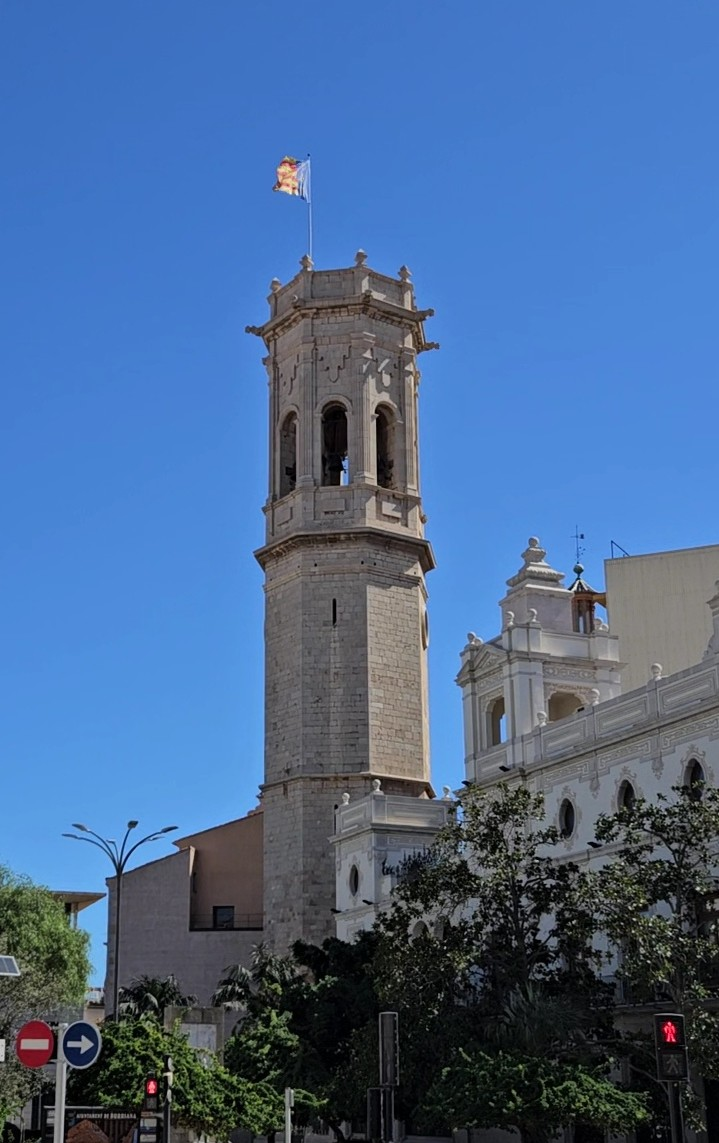
Campanar de Borriana (El Templat)

### Monuments civils
- Torre del Mar. Torre de guaita ubicada al paratge del Clot de la Mare de Déu construïda per a la defensa de les costes al segle xvi, té una altura de 10 metres i consta de dues plantes. Al seu interior es troba un pou i un pessebre en el qual s'oferia aigua i menjar als cavalls dels soldats.
- El Templat és el nom que rep popularment el campanar de Borriana.
- Cases modernistes. Són de gran interès un bon nombre de cases particulars, escampades per la ciutat i el terme, la majoria d'estil modernista i eclèctic, testimoniatge de l'auge produït pel comerç de la taronja a partir de finals del segle xix.
- El Mercat Central de Borriana (Plana Baixa), és obra de l'arquitecte Enric Pecourt, es construí l'any 1931. El mercat se situa a la zona de l'Eixample Est de la ciutat, al Barri de la Mercé.
- Jaciment de Vinarragell, despoblat del municipi que havia pertangut als hospitalers.En aquest indret fou excavat un poblat ibèric dels s.VII-VI aC, on foren detectades influències comercials fenícies.
- Torre Tadeo. L'alqueria Tadeo és una de les poques alqueries fortificades de l'època musulmana que queden en peu en els nostres dies i la seva estructura respon perfectament a les necessitats defensives i agrícoles simultàniament
- Torre o alqueria de Carabona. Es tracta, com el seu nom indica, d'una antiga alqueria, datada als segles XIII-XVIII. Així, aquesta alqueria fortificada originalment, es remunta a l'època musulmana. Es tractava d'estructures defensives per la necessitat de disposar d'explotacions agrícoles fora dels nuclis urbans.
- Nucli històric de Borriana. És un conjunt monumental que està declarat Bé d'Interès Cultural, per declaració singular, amb la categoria de Conjunt Històric.
- Alqueria de Calatrava. És una antiga alqueria situada a una zona plana al costat del riu Anna, se la va anomenar així perquè va ser donada pel rei Jaume a l'ordre de Calatrava en la persona de fra Àlvaro Fernàndez, Comendador d'Alcanyís i representant de l'ordre de Calatrava. El 1391 l'alqueria va ser cedida per l'ordre, al matrimoni format per Anares Castellan i la seva dona Sancha Giménez de Lumbiere; pels molts serveis que havien fet a l'ordre; i a poc a poc va perdre la seva esplendor, fins que l'any 1973 es va procedir a la seva restauració. Actualment segueix sent de propietat privada. És la torre defensiva més antiga de tot el terme de Borriana, i una de les millor conservades fins als nostres dies.
- Torre Vinarragell. És considerada com un exponent d'arquitectura militar, ja que es tracta d'una torre defensiva, encara que en l'actualitat passa totalment desapercebuda. A l'edifici actual se la coneix més pel nom d'Alqueria de Sorlí, que pel de la torre de Vinarragell, la qual actualment ha quedat totalment integrada en edificis de recent construcció.

## Llocs d'interès
Borriana compta amb excel·lents platges entre les quals destaca la platja de l'Arenal, que fa 2.000 m de longitud i 60 m d'amplària mitjana, i té un grau d'ocupació alt amb un onatge moderat, com també les platges de la Malva-rosa i la del Grau, aquesta última de cudols.

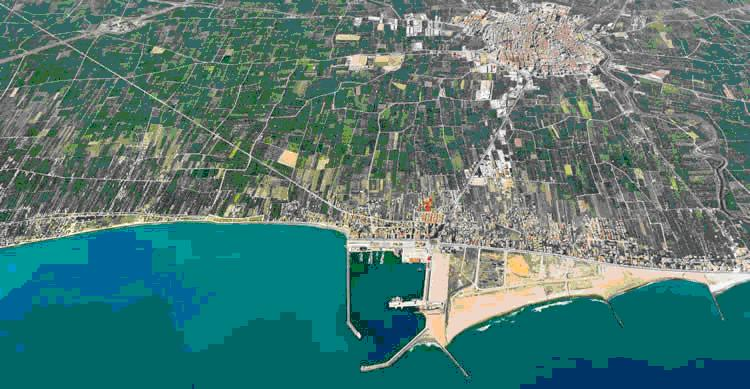
Port de Borriana

- Clot de la Mare de Déu (o l'Estany de la Vila). Zona d'aiguamolls en la desembocadura del riu Anna que allotja diverses espècies d'aus aquàtiques. Declarat Paratge Natural Municipal l'any 2002.
- Les Goles del Millars és un paratge natural protegit amb les figures administratives de Paisatge protegit, LIC i ZEPA[15] entre els municipis d'Almassora (Plana Alta), Vila-real i Borriana (Plana Baixa). Es tracta de l'aiguamoll situat a la desembocadura del riu Millars.
- Port de Borriana. Construït el 1932, compta amb una superfície total adscrita de 895.454 m², dels quals 203.527 corresponen a la zona de servei en terra. El calat en la bocana del port és de 7 metres i es distingixen 3 usos principals: el pesquer, el nàutic-esportiu i l'àrea d'usos complementaris, que està ocupada per una zona tècnica de reparació naval (drassanes) i per activitats vinculades a l'aqüicultura.

### Museus

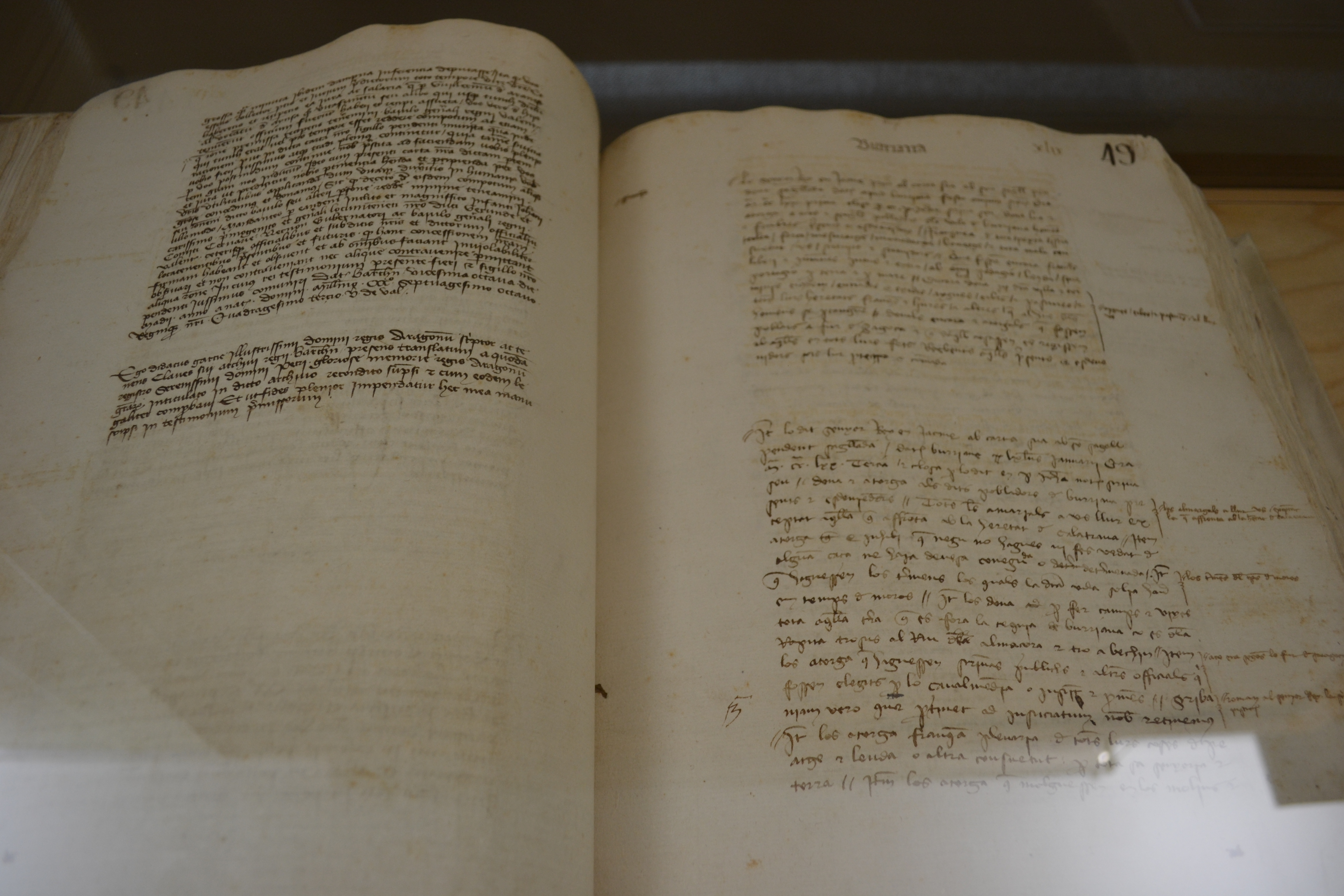
Carta de poblament de Borriana (1233)

La ciutat compta amb un teixit associatiu ric, en el qual destaca l'Agrupació Borrianenca de Cultura, fundada l'any 1954.
- Centre d'Arqueologia Subaquàtica. Es dedica al coneixement, conservació i divulgació del patrimoni arqueològic subaquàtic del País Valencià. Compta amb unes instal·lacions idònies per a portar a terme tant treballs d'investigació subaquàtics com de laboratori i tractament de les restes arqueològiques procedents de l'aigua. La seua directora és Assumpció Fernández Izquierdo des de l'any 2007.[16]
- Museu Arxiu de la Taronja. Museu únic a Europa, dedicat a conservar i divulgar la història de l'economia citrícola valenciana i espanyola. Disposa d'un complet Centre de Documentació que recull més de 6.000 documents classificats per temes, una extensa col·lecció de més de 5.000 marques tarongeres, una col·lecció de més de 1.000 fotografies i nombrosos exemplars de papers de seda.
- Museu Arqueològic Municipal. Fundat el 1967. Les seues sales mostren la prehistòria de la comarca, des del Mesolític fins a l'edat mitjana. Del segle i destaca l'estatua de bronze que representa el déu del comerç Hermes trobat a una propera vila romana a Xilxes; de la cultura ibèrica les inscripcions sobre llargues làmines de plom procedents de la necròpoli d'Orleyl i el Solaig, a l'Eneolític pertany un gran ídol trobat a Artana; i al Neolític el registre procedent del primer dolmen trobat al País Valencià.

## Gastronomia

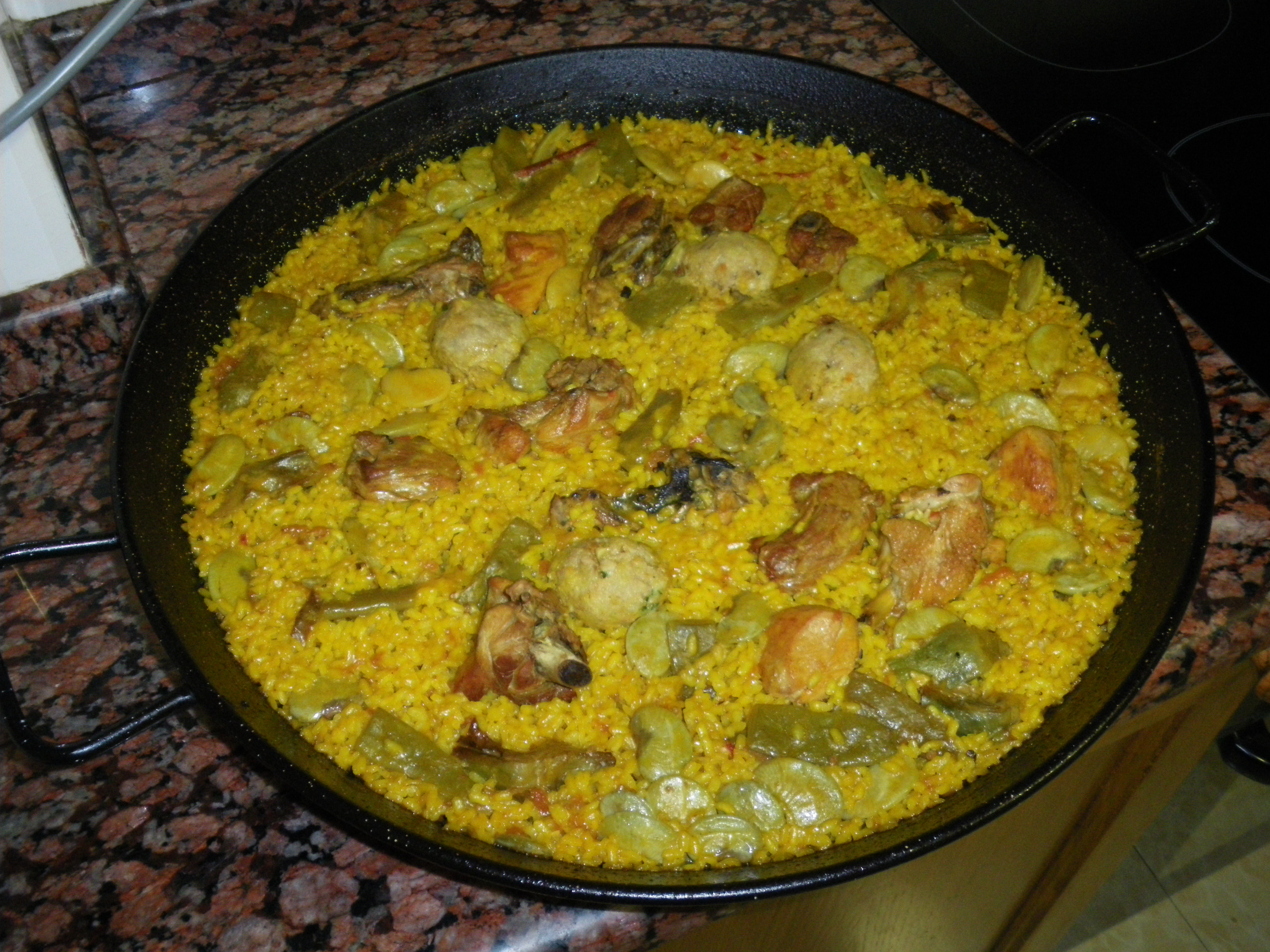
Paella amb pilotes, paella típica al nadal.

Dels plats típics de la població destaca la paella, l'arròs negre, l'arròs al forn, l'empedrao, i el tombet de faves. També és molt típica l'olleta de la Plana.
Els coentsde Borriana son una mena de llonganissa aplanada amb les mans per al seu assecat, els seus ingredients son; cansalada i magre de porc, tripa de corder, aigua, sal, espècies i caiena. A les carnisseries hi trobarem de dos tipus; uns amb un fil blanc que piquen poc i uns altres amb un fil roig que piquen més.
Entre els dolços, cal destacar la coca malfeta i les pilotes de frare. En l'època nadalenca, són típics els rosegons i els pastissos de moniato o de cabell d'àngel.
En Pasqua són típiques les mones de Pasqua, la resta de l'any és pot trobar els rotllos assaonats, el llongo, que es fet de la mateixa pasta que la mona però és allargat.
A les sucreries del poble hi ha un gran assortiment com ara; el braç de gitano, el palo català, els blocs, els merengues de café i el xantillí i crema.
De salat trobem; els ximos, les rosquilletes, els pastissets o coques (tapades o destapades) de tomata i de verdura.

## Festes patronals

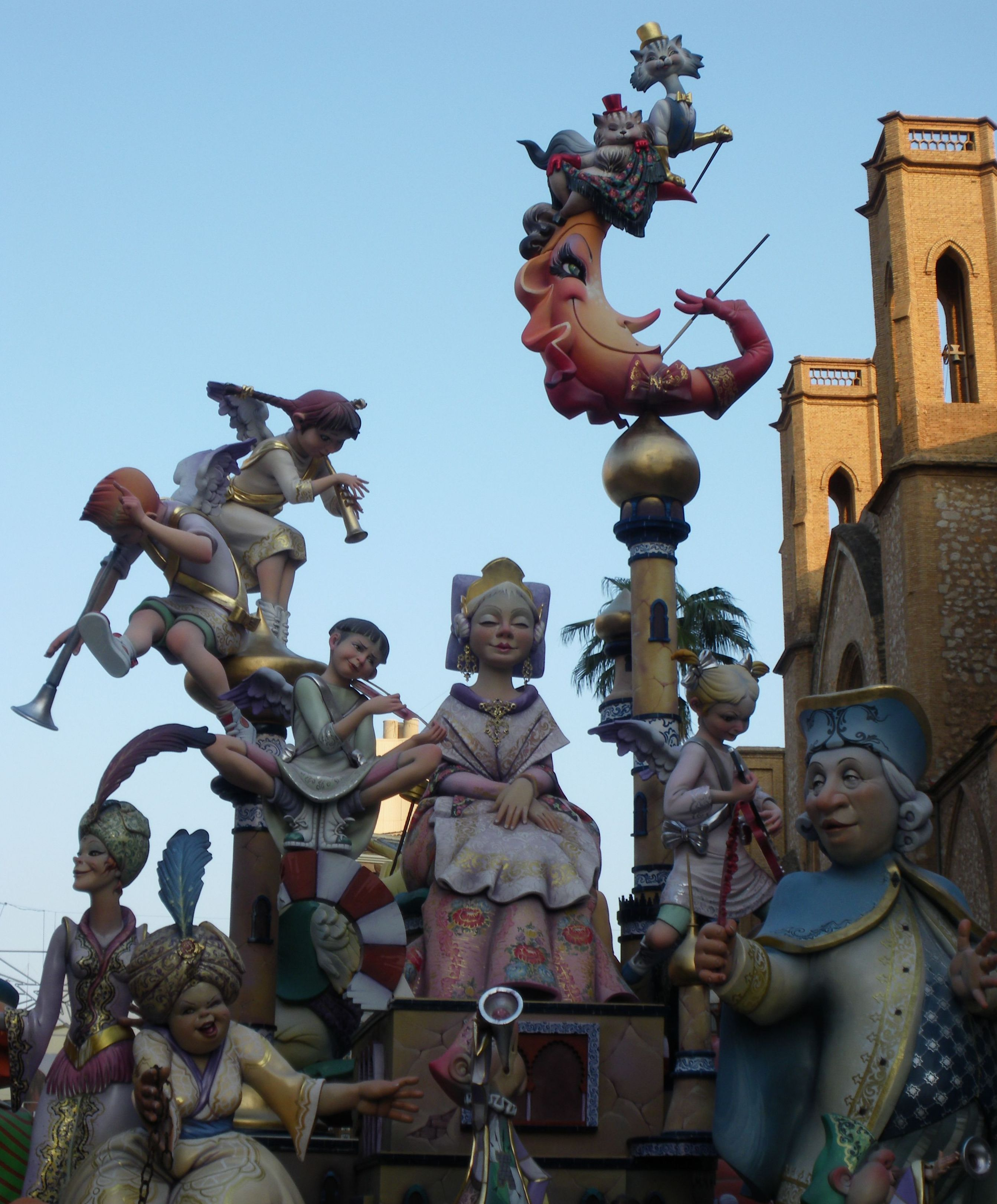
Falla de la Ciutat de Borriana guanyadora del primer premi 2009

El patró de Borriana és Blai de Sebaste i la seua festivitat se celebra el 3 de febrer amb una tradicional fira. La seua patrona és la Mare de Déu de la Misericòrdia, i en honor d'ella celebren una setmana de bous al carrer el 8 de setembre. A més d'eixes festes, des de l'any 1928 cada mes de març se celebren les tradicionals Falles, sent la primera falla la de la plaça de la Mercé, i les Creus de maig el primer cap de setmana de maig. Borriana compta amb 19 comissions falleres, a més de la Reina de la ciutat, la seua cort i les Dames de la Ciutat.

## Persones il·lustres
Categoria principal: Borrianencs
- Rafael Martí de Viciana (1502 – 1574). Historiador i cronista.
- Joaquín Peris Fuentes (1854 – 1939). Polític i advocat.
- Vicente Sales Musoles (1883 – 1958). Advocat i polític.
- Vicente Cantos Figuerola (1868 – 1943). Advocat i polític.
- Juan Bautista Soler Martí (1879 - 1936). Empresari i polític.
- Amado Granell Mesado (1898 – 1972). Veterà de la Guerra Civil i de la Segona Guerra Mundial.
- Vicente Moliner Nadal (1903 – 1940). Mestre i polític, alcalde de Borriana durant la Guerra Civil.
- Vicent Enrique i Tarancón (1907 – 1994). President de la Conferència Episcopal espanyola.
- Abelardo Mus i Sanahuja (1907 – 1983). Violinista i fundador del primer conservatori de música de Castelló.
- Juan Varea Segura (1908 – 1985). Cantant de flamenc.
- Federico García Moliner (1930). Físic i professor de la Universitat Jaume I.
- Enric Monsonís Domingo (1931). Polític de la UCD durant la Transició i president del Consell del País Valencià.
- Vicent Franch i Ferrer (1949). Politicòleg, periodista i escriptor.
- Josep Palomero i Almela (1953). Lingüista i vicepresident de l'Acadèmia Valenciana de la Llengua.
- Manuel Tarancón Fandos (1954 - 2004). Polític i conseller de la Generalitat Valenciana.
- Inés Ballester (1958). Periodista de televisió.
- Joan Garí (1965). Escriptor.[28]
- Empar Granell. Mestra, membre fundadora d'Escola Valenciana.